# Ivan Michajlovič Sečenov
Ivan Michajlovič Sečenov (in russo Ива́н Миха́йлович Се́ченов?; Teplyj Stan, 13 agosto 1829 – Mosca, 15 novembre 1905) è stato un fisiologo russo, considerato il padre della fisiologia russa.

## Biografia
Tra il 1843 e il 1848 frequentò la scuola militare di ingegneria di Pietroburgo e studiò dal 1850 al 1856 medicina all'Università di Mosca. Finiti gli studi, Sečenov ottenne una borsa di studio, grazie alla quale entrò in contatto con i maggiori scienziati europei dell'epoca, come Johannes Peter Müller, Emil Du Bois-Reymond, Hermann von Helmholtz a Berlino, Felix Hoppe-Seyler a Lipsia, Carl Ludwig a Vienna e Claude Bernard a Parigi.
Presso il laboratorio di quest'ultimo, nel 1863 Sečenov scoprì il fenomeno dell'inibizione centrale dei riflessi nelle rane decerebrate. Nello stesso anno la censura zarista gli vietò la pubblicazione di un'opera dal titolo "Il tentativo di introdurre la fisiologia come base dei processi psichici" su Sovremennik, il più importante periodico dell'epoca, in quanto offendeva i sentimenti spirituali del popolo; Sečenov obbedì e cambiò il titolo in "I riflessi del cervello" e venne pubblicato dalla rivista medica settimanale Medicinskij Vestnik, per poi essere stampato come volume tre anni più tardi.
Nel decennio dal 1860 al 1870 fu professore di fisiologia all'Accademia di medicina e chirurgia di Pietroburgo e nel 1870 svolse attività di ricerca scientifica nel laboratorio del chimico Dmitrij Ivanovič Mendeleev. Insegnò all'Università di Odessa dal 1871 al 1876, anno in cui si spostò all'Università di Pietroburgo per insegnarvi fino al 1888. Dal 1891 al 1901 fu professore all'Università di Mosca, mentre nel 1904 venne eletto membro onorario dell'accademia russa delle scienze.
Fortemente influenzato da Herbert Spencer e amico del biologo Kliment Arkad’evič Timirâzev e del medico Sergej Petrovič Botkin, fu il maestro di Vladimir Michajlovič Bechterev, Ivan Pavlov, Nikolaj Evgen'evič Vvedenskij e Aleksej Alekseevič Uchtomskij.
Uno degli scrittori russi più conosciuti dell'epoca, Ivan Sergeevič Turgenev, incarnò Sečenov nel personaggio di Bazarov nel romanzo Padri e figli.

## Opere
- Refleksy golovnogo mozga, 1866
  - I riflessi del cervello, Roma, Editori Riuniti, 1971
- Elementy mysli, 1878
- Autobiografičeskie zapiski, 1907